# Castoraeschna januaria
Castoraeschna januaria – gatunek ważki z rodziny żagnicowatych (Aeshnidae). Występuje na terenie Ameryki Południowej i Ameryki Środkowej.